# What It Takes
What it Takes è un singolo del gruppo musicale statunitense Aerosmith, il terzo estratto nel 1990 dall'album di successo critico e commerciale Pump. Il brano è stato scritto da Steven Tyler, Joe Perry, e Desmond Child. Nel video-documentario The Making of Pump, viene definita come un "capolavoro".
Ha raggiunto la posizione numero 1 della Mainstream Rock Songs e la numero 9 della Billboard Hot 100 negli Stati Uniti.

## Storia
What It Takes contiene numerosi riferimenti ad altre canzoni degli Aerosmith nei suoi testi. Tyler pronuncia F.I.N.E. nella seconda strofa e canta "heart's been doing time" ("Il cuore si forma con il tempo"), in riferimento a Heart's Done Time di Permanent Vacation. Un'altra lirica, "Leave your life to the toss of the dice" ("Lascia la tua vita per il lancio dei dadi"), si riferisce a una di Love in an Elevator, "Betting on the dice I'm tossing" ("Scommettendo sul dado che sto lanciando"). La canzone contiene altri riferimenti più piccoli. Non è raro per gli Aerosmith auto-citarsi all'interno dei loro brani (ad esempio, Eat the Rich e Just Push Play contengono entrambi riferimenti a Walk This Way).
Nella versione della canzone contenuta in Pump, è presente alla fine, dopo alcuni secondi di silenzio, una breve ghost track strumentale di genere Country.

## Video musicale
Esistono due videoclip di What it Takes. Uno è ambientato in un saloon in stile western, dove la band suona mentre tra gli spettatori si scatena una rissa. L'altro è l'insieme di alcune scene di The Making of Pump, e viene mostrata la band in studio di registrazione. Quest'ultimo è, tra i due, il video più famoso e più trasmesso, ed è anche quello che la band ha scelto poi di includere nella video-raccolta Big Ones You Can Look At.

## In concerto
Nei concerti, Steven Tyler canta i primi versi della canzone a cappella, finché la band non comincia a suonare al momento del ritornello.

## Formazione
- Steven Tyler - voce, armonica a bocca
- Joe Perry - chitarra solista, cori
- Brad Whitford - chitarra ritmica
- Tom Hamilton - basso
- Joey Kramer - batteria

Altri musicisti
- John Webster – tastiere